# Фавста Кизическая
Фа́вста Кизи́ческая (Фа́уста; IV век) — раннехристианская мученица из города Кизика. Память совершается в Православной церкви — 6 (19) февраля, в Католической церкви — 20 сентября.
Дочь богатых и благочестивых родителей, живших в Кизике, Фавста в раннем возрасте осталась сиротой. Во время гонений Диоклетиана, бывших в Кизике между 305 и 311 годами, 13-летняя Фавста терпением в страданиях обратила к вере Христовой своих мучителей — 80-летнего языческого жреца Евиласия и эпарха Максима, бросившегося в котёл с кипящей смолой, где находились Фавста и Евиласий, и погибшего вместе с ними.
Согласно преданию, святой Евиласий был её отцом, который устыдился, узнав, что его дочь — христианка. Повесив её и узрев мужество, с каким она перенесла страдания, он уверовал во Христа, был приколочен гвоздями и затем сварен в котле.
В те же дни — 6 (19) февраля (православие) и 20 сентября (католицизм) — поминают святых Евиласия и Максима.